# Stephen Foster (football)
Stephen John Foster, né le 18 septembre 1980 à Warrington, en Angleterre, est un footballeur anglais, qui évolue au poste de défenseur à Tranmere Rovers .

## Carrière
Après des débuts à Crewe Alexandra en 1998 sous les ordres de Dario Gradi, Stephen Foster signe à Burnley en juin 2006 sur la base d'un transfert gratuit. Il quitte Burnley 14 mois plus tard et s'engage au Barnsley FC en août 2007, club qui le convoitait de longue date.